# Gozmanyina pehuen
Gozmanyina pehuen är en kvalsterart som beskrevs av R. Martínez och Casanueva 1996. Gozmanyina pehuen ingår i släktet Gozmanyina och familjen Cosmochthoniidae. Inga underarter finns listade i Catalogue of Life.